# Muhsen Al-Ghassani
Muhsen Saleh Abdullah Ali Al-Ghassani (arab. محسن صالح الغساني; ur. 27 marca 1997 w Ar-Rustak) – omański piłkarz grający na pozycji napastnika. Jest wychowankiem klubu Suwaiq Club.

## Kariera piłkarska
Swoją karierę piłkarską Al-Ghassani rozpoczął w klubie Suwaiq Club, w którym w 2015 roku zadebiutował w pierwszej lidze omańskiej. W debiutanckim sezonie wywalczył z nim wicemistrzostwo Omanu. W sezonie 2016/2017 zdobył Puchar Omanu, a w sezonie 2017/2018 został mistrzem tego kraju.

## Kariera reprezentacyjna
W reprezentacji Omanu Al-Ghassani zadebiutował 30 sierpnia 2017 w wygranym 2:0 towarzyskim meczu z Afganistanem. W 2019 roku został powołany do kadry na Puchar Azji.